# پدرو ینامین
پدرو ینامین (ژاپنی: ペドロ・稲嶺؛ زادهٔ ۱۴ اکتبر ۱۹۹۸) بازیکن فوتبال اهل پرو است.
وی همچنین در تیم ملی فوتبال Peru U17 بازی کرده‌است.